# Людовик XVI
Людовик XVI (23 серпня 1754, Версаль — 21 січня 1793, Париж) — король Франції з 1774 року, онук Людовика XV, син Людовика Дофіна. Під час його правління сталася Французька революція.

## Життєпис

### Ранні роки життя
Народився під ім'ям Людовик Огюст, по народженні також отримав титул герцога Беррійського.
З 8 дітей дофіна Франції Людовика Фердинанда був 3-ю дитиною та онуком короля Людовика XV та його другої дружини Марії Жозефи Саксонської.
Людовик-Огюст був 3-м претендентом на французький престол після свого батька, дофіна Франції Людовика-Фердинанда, та старшого брата Людовика, який помер у 10-річному віці (1761).
20 грудня 1765 року — його батько помер від туберкульозу, і 11-річний Людовик-Огюст став дофіном Франції і новим наступником престолу.
На відміну від батька, матері та деяких інших членів родини, які померли від туберкульозу, дофін був здоровим хлопцем. Він цікавився мисливством, технічними науками, володів англійською мовою і латиною.
16 травня 1770 року — за клопотанням Людовика XV, був укладений шлюб дофіна Людовика з австрійською принцесою Марією Антонією Габсбург-Лотрінген, згодом відомою у Франції під ім'ям Марія-Антуанетта. 14-річна дівчина була наймолодшою дочкою Франца І та австрійської імператриці Марії-Терезії. На один рік старший від неї Людовик-Огюст був дуже сором'язливим та неготовим до сімейного життя: протягом декількох років майбутній король так і не зміг вступити у шлюбні зносини зі своєю дружиною, що викликало занепокоєння у монарших дворах Франції і Австрії, бо відсутність статевих стосунків у подружжі ставило під сумнів легітимність шлюбу між представниками австрійської і французької монархій. Лише 1778 року у королівського подружжя Франції народилася перша дитина з чотирьох.

### Король Франції
10 травня 1774 року Людовик Огюст став королем Франції під ім'ям Людовик XVI. На той час юнакові було лише 19 років і він був не готовий до нових обов'язків, був нерішучим і непослідовним, перебував під впливом своєї дружини, Марії-Антуанетти.
На той час Франція переживала гостру фінансову кризу. Уряд мав величезні борги, зростало невдоволення монархією серед французького суспільства, зокрема, з боку буржуазії, яка вимагала реформи застарілої податкової системи. Зразу після сходження на престол молодий король відправив у відставку деяких міністрів попереднього уряду, але залишив на керівних посадах кількох досвідчених міністрів, зокрема канцлера Жана-Фредеріка Морепа, який почав впроваджувати реформи, скорочував придворні витрати, скасовував феодальні права. Також у серпні 1774 р. міністром фінансів був призначений Анн-Робер Тюрго, який почав реформи у фінансовій сфері, що перебувала в найгіршому стані — були скасоване внутрішнє мито, монополія ремісничих цехів, запроваджена свобода хлібної торгівлі, деякі податки були поширені також і на представників вищих станів королівства. 12 листопада 1774 року року були відновлені представницькі установи держави — парламенти.
Впроваджені реформи викликали незадоволення серед різних верств населення, духовенство та дворянство чинили тиск на молодого і непослідовного монарха. Хвилі невдоволення викликані лібералізацією цін на хліб призвели до відставки міністра Тюрго та скасування деяких реформ. На посаду міністра фінансів був призначений один із критиків Тюрго — Жак Неккер. На відміну від попередника, він не впроваджував реформ, а намагався лавірувати між інтересами різних верств і станів, зокрема брав великі позики, які між іншим йшли на підтримку Американської революції. Погіршення фінансового стану держави призвело до консолідації у парламентах представників «першого» та «другого станів» (духовенство і шляхта), які посилили тиск на короля і змусили його звільнити міністра. Новий міністр Шарль Калонн запропонував досить амбітну фінансову реформу, але розчаровані та налаштовані вороже представники вищих станів відхилили всі її спроби.

### Контрреформи
Першим проявом реакції був регламент 1781, що допускав підготовку в офіцери тільки дворян, які довели старовину свого роду (4 покоління), виняток був тільки для артилеристів та інженерів. Доступ до найвищих судових посад був закритий для осіб третього стану. Дворянство вживало всіх зусиль, щоб звільнитися від сплати як податків, створених Тюрго, а й тих, які були встановлені 1772 року. Воно взяло гору у суперечці із землеробами з приводу dîmes insolites — поширення церковної десятини на картоплю, сіяну траву тощо. Священикам заборонено було збиратися без дозволу їхнього начальства, тобто тих, проти кого вони шукали захисту у держави. Така ж реакція помічалася і у феодальних відносинах: сеньйори відновлювали свої феодальні права, пред'являючи старі документи, які тепер бралися до уваги. Пожвавлення феодалізму виявлялося навіть у королівських доменах. Довіра до королівської влади ослабла. Тим часом, участь Франції у північноамериканській війні посилило прагнення політичної свободи.

### Фінансова криза та скликання Генеральних штатів
Фінанси приходили все більшого розладу: позики не могли покрити дефіциту, який досяг 198 млн ліврів на рік, частково внаслідок невмілого управління фінансами, частково внаслідок марнотратства королеви та щедрих дарів, які король під тиском оточуючих роздавав принцам та придворним. Уряд відчув, що він не в змозі впоратися зі складнощами, і побачив необхідність звернутися за допомогою до суспільства. Зроблено була спроба реформувати обласне і місцеве самоврядування: влада інтендантів була обмежена, частина її передана провінційним зборам із збереженням станових відмінностей — але вони були запроваджені лише де-не-де, як досвіду, і реформа нікого не задовольнила. Скликані були збори нотаблів, які погодились встановити загальний поземельний податок, вказавши, що така серйозна податкова реформа може бути санкціонована лише Генеральними штатами.
Парламент також відмовився зареєструвати едикти про нові податки, сміливо вказуючи на марнотратство двору та королеви та у свою чергу вимагавши скликання Генеральних штатів. Король у lit de justice змусив парламент зареєструвати едикти і вигнав його в Труа, але потім обіцяв скликати через п'ять років Генеральні штати, якщо парламент затвердить позику покриття витрат за цей час. Парламент відмовився. Тоді король наказав заарештувати кількох його членів і видав 8 січня 1788 р. едикт, який знищував парламенти і засновував на їхнє місце cours plénières з принців, перів та вищих придворних, судових та військових чинів. Це обурило всю країну: Брієнн повинен був покинути свою посаду, і на його місце призначено знову Неккер. Парламент було відновлено. Нові збори нотаблів ні до чого не призвели; тоді нарешті було скликані Генеральні штати.

### Від Генеральних штатів до Національних зборів
Генеральні штати зібралися 5 травня 1789 року у Версалі. У всіх cahiers вимагалося докорінне перетворення старого порядку речей. На черзі стояло передусім питання про те, чи повинні Штати зберегти свою стару, станову форму. Третій стан дозволив його у сенсі розриву з минулим, оголосивши себе 17 червня Національними зборами та запросивши інші стани до об'єднання на цьому ґрунті. Людовік, піддавшись умовлянням аристократії, на королівському засіданні 23 червня наказав відновити старий порядок і голосувати за станами. Національні збори відмовилися коритися, і король сам змушений був просити дворянство і духовенство з'єднатися з третім станом. Постійно вагаючись, Людовік ставав то на бік народу, то на бік придворних, вигадуючи з ними плани державних переворотів, що вічно невдалі. 11 липня він відставив Неккера, що дуже обурило народ.
Зосередження 30 000 війська біля Парижа лише підлило олії на вогонь: 14 липня у Парижі спалахнуло повстання, Бастилія була взята народом. Марно Брольї марно переконував монарха стати на чолі військ і піти в Лотарингію. Король, побоюючись громадянської війни, 15 липня вирушив пішки до Національних зборів і заявив, що він і нація — одне і що війська будуть вилучені. 17 липня він поїхав до Парижа, схвалив заснування національної гвардії і повернувся у супроводі тріумфуючого натовпу. 18 вересня він затвердив декрет зборів про знищення залишків феодалізму. Після заколоту 5 і 6 жовтня він переселився до Парижа і впав на повну апатію; влада і вплив дедалі більше переходили до установчих зборів. Насправді він уже не царював, а був присутній, здивований і стривожений при зміні подій, то пристосовуючись до нових порядків, то реагуючи проти них у вигляді таємних звернень про допомогу до іноземних держав.

### Революція і загибель

Страта Людовика XVI

Поступово через неможливість контролювати ситуацію Людовик XVI був вимушений скликати Генеральні штати, які замість пошуку шляхів виходу з фінансової кризи призвели до консолідації опозиції та стали першим кроком до революції. Коли король втратив контроль над парламентом, представники «третього стану» в червні 1789 року створили Національну Асамблею. Подальша нерішучість короля та погіршення ситуації призвели до формування 9 липня 1789 Національних установчих зборів, які перебрали на себе більшість повноважень короля і перетворили країну на конституційну монархію. Кульмінацією революції та рішучим кроком у позбавленні короля влади став штурм Бастилії 14 липня 1789 року.
Людовик повністю втратив авторитет у червні 1791 року, коли намагався втекти з країни (при допомозі Мат'є Дюма), але був перехоплений і повернутий до Парижа.
У серпні 1792 року парижани взяли штурмом палац Тюїльрі й взяли під варту королівську родину.

##### Страта
Докладніше: Страта Людовика XVI
Був скинутий з престолу в грудні 1792 року, засуджений у січні 1793 року та гільйотинований. Був спочатку похований на цвинтарі Мадлен 21 січня 1793 року, 20 січня 1815 року перепохований у базиліці Абатства Сен-Дені.